# Remus Teodorescu
Remus Teodorescu (født 2. juni 1965) er professor ved Institut for Energiteknik ved Aalborg Universitet, hvor han blandt andet forsker i power electronics, smart batteri, sol og vindenergi. Han er uddannet ingeniør i elektroteknik fra Polytechnical University of Bucharest i Rumænien i 1989 og han fik tildelt sin Ph.d. i effektelektronik i 1994 ved University of Galati i Rumænien.  

## Karriere
I 1998 blev Remus Teodorescu ansat ved Aalborg Universitet, hvor han er blevet professor. Fra 2005-2012 var han formand for IEEE Danish Section PELS/IES/PES chapter, hvor han vandt Best 2009 IEEE PELS chapter. Fra 2009-2012 var han Associate Editor of IEEE Transactions i effektelektronik. Siden 2012 har han været IEEE/PELS Fellow. Mellem 2013 og 2017 var han gæsteprofessor ved Chalmers University of Technology i Göteborg. Fra 2014-2015 var han ekstern reviewer for statslige forskningsprogrammer i forskellige lande og TRI medlem af Nordic Energy Research, Toplevel Research Initiative. I 2016 modtog han en æresdoktorgrad fra Transilvania University of Brasov i Rumænien. Han er desuden stifter og nuværende koordinator for Modular Multilevel Converters (MMC) laboratoriet ved Aalborg Universitet. Fra 2008-2013 var han koordinator for Vestas Power Program, som inkluderede 10 Ph.d. projekter. I 2013 modtog Teodorescu 7,26 mio. DKK af Det Strategiske Forskningsråd til forskning i en bedre forståelse af Lithium Svovl (Li-S) batterier i hele deres levetid. Han har desuden været videnskabelig leder for et projekt omhandlede et batterisystem til vindmøller. Projektet er et samarbejde mellem AAU, Ørsted og ABB’s Corporate Research Center i Sverige og er finansieret af Innovationsfonden. I 2021 modtog han 28,5 mio. kr, af Villum Fonden for Investigator Projekt: Smart Battery, for at udvikle den fremtidige batteri teknologi med forlænget livstid styret af kunstig intelligens.  

## Priser
- ISI “Highly Cited Researcher” af Thomson Reuters/Clarivate, 2012-2019[9].
- Dr. Honoris Causa af University Transilvania of Brasov, 2016
- Premium Award for Best paper in IET Renewable Power Generation, 2015
- IEEE Fellow, 2012[10]
- Innovationspris (100.000 DKK) - Nordjysk Universitetsfond, 2011[11]
- Best 2009 IEEE PELS chapter as chair of Danish IEEE IAS/PELS/IES Chapter

## Publikationer
Remus Teodorescu har udgivet over 500 publikationer og er citeret mange gange. Udvalgte bøger ses nedenfor:
- “Grid Converters for Photovoltaics and Wind Power Systems” – ISBN 9780470057513, Wiley  & IEEE Press, 2011[13]
- “Design, Control and Application of Modular Multilevel Converters for HVDC Transmission Systems,” ISBN 978-1-118-85156-2, Wiley-IEEE Press, Oct. 2016[14]